# William Busnach
William Bertrand Busnach, född den 7 mars 1832 i Paris, död den 20 januari 1907, var en fransk författare.
Busnach skrev en mängd revyer, skådespel, operetter och så vidare, vanligen i samarbete med andra och med ämnena hämtade ur berömda romaner, som Zolas L’assommoir, Pot-bouille och Nana.